# Indicatif plus-que-parfait en français
Pour les articles homonymes, voir PQP.

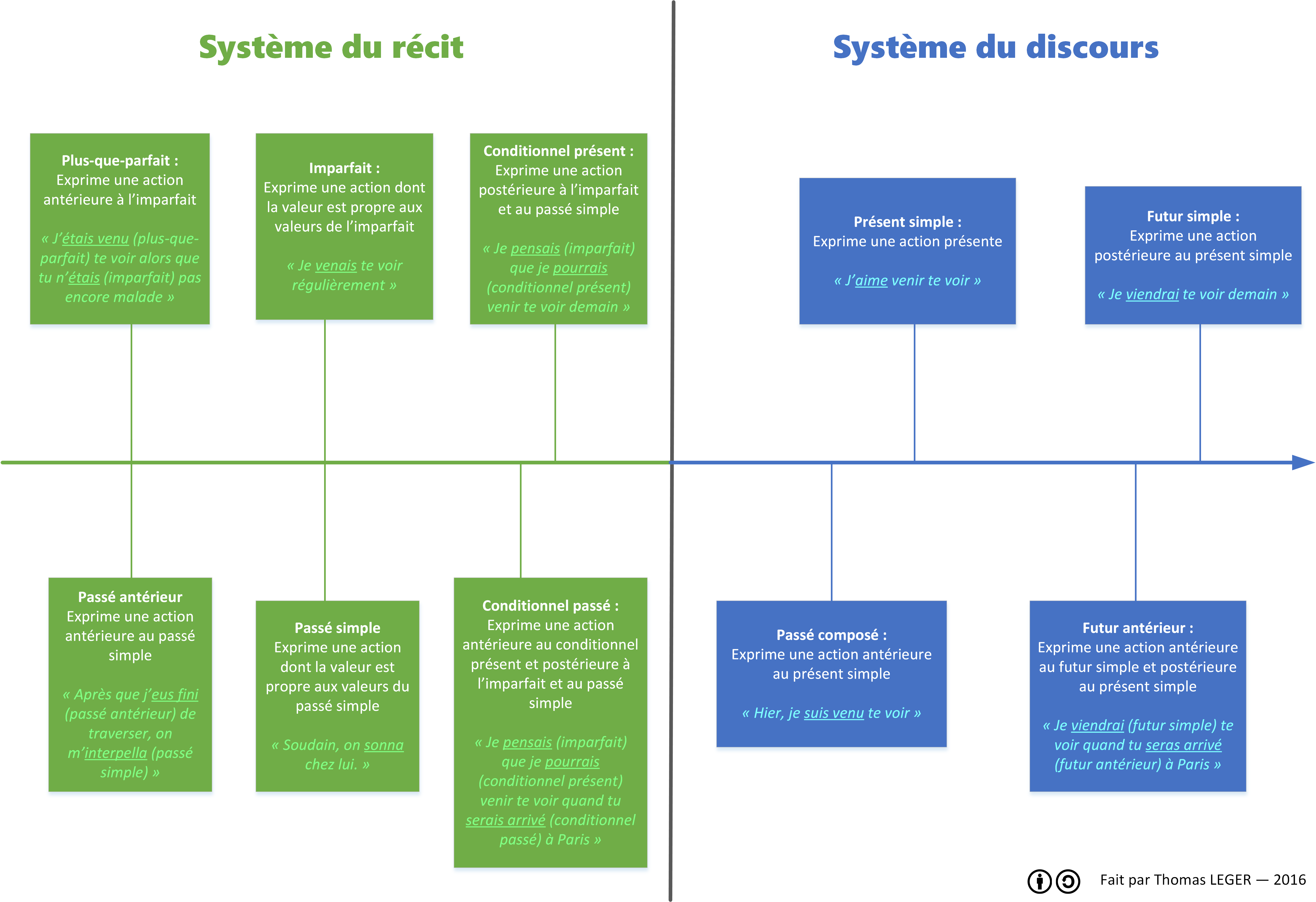
Fonctionnement des temps à l'indicatif

Le plus-que-parfait est un temps composé du mode indicatif. Il existe également au subjonctif : voir subjonctif plus-que-parfait.
Pour obtenir le plus-que-parfait, il faut prendre l'auxiliaire être ou avoir à l'imparfait avec le participe passé du verbe à conjuguer. 

## Conjugaison

### Verbes du premier groupe
- J’avais chanté
- Tu avais chanté
- Elle avait chanté
- Nous avions chanté
- Vous aviez chanté
- Elles avaient chanté

### Verbes du deuxième groupe
- j'avais fini
- tu avais fini
- il, elle, on avait fini
- nous avions fini
- vous aviez fini
- ils avaient fini

### Verbes du troisième groupe
- j'avais vécu
- tu avais vécu
- il, elle avait vécu
- nous avions vécu
- vous aviez vécu
- ils avaient vécu

### Connaître
- j'avais connu
- tu avais connu
- il, elle, on avait connu
- nous avions connu
- vous aviez connu
- ils/elles avaient connu

### Être
- j'avais été
- tu avais été
- il, elle, on avait été
- nous avions été
- vous aviez été
- ils avaient été

## Plus-que-parfait avec le verbe aller
- j'étais allé
- tu étais allé
- il était allé
- elle était allée
- nous étions allés
- vous étiez allés
- ils étaient allés
- elles étaient allées

## Règles
Comme toutes les formes verbales composées du français, le plus-que-parfait a la même structure que le passé composé, la seule différence étant que l'auxiliaire est à l'imparfait et non au présent. Les règles pour le choix de l'auxiliaire et l'accord du participe passé sont donc les mêmes que pour le passé composé. 
Presque tous les verbes utilisent l'auxiliaire « avoir » pour former le plus-que-parfait, mais certains utilisent l'auxiliaire « être », comme (liste non exhaustive, comprenant essentiellement des verbes de mouvement) :
- naître
- mourir
- descendre (dans certains sens)
- redescendre (dans certains sens)
- monter (dans certains cas)
- remonter (dans certains sens)
- venir
- advenir
- revenir
- survenir
- aller
- arriver
- sortir (dans certains sens)
- ressortir (dans certains sens)
- partir
- repartir
- entrer (dans certains sens)
- rentrer (dans certains sens)
- tomber (dans certains sens)
- rester
- Les verbes pronominaux

## Usage

### Emplois temporels
- Le plus-que-parfait indique la situation à un moment du passé, concernant des faits antérieurs au moment de la narration :
  - (En avril 2007) il habitait à Lyon. Il avait trouvé du travail, tout allait bien.
  - Cendrillon avait perdu  son père et vivait seule avec sa mère.
- Dans un récit dont le temps de narration est au passé simple ou au passé composé, il exprime un procès achevé avant le début de celui exprimé par le verbe au temps de narration auquel il se rattache :
  - Il ouvrit la porte. Il avait éteint la télé avant de sortir mais elle marchait maintenant. Quelqu’un était entré en son absence!
  - J’avais marché longtemps, alors je me suis assise sur un banc. J’ai voulu manger mon sandwich mais je l’avais oublié à la maison.
- Le temps marque l'antériorité : le plus-que-parfait exprime que le procès est achevé avant un passé composé, un passé simple ou un imparfait :
  - L’assassin est revenu sur les lieux où il avait commis son crime.
  - Elle épousa le premier prétendant qui s’était présenté.
  - Elle avait fini son travail et elle lisait tranquillement.
  - Ils portaient les chaussures de sport qu’ils avaient achetées ensemble la veille.
- Dans certains cas, il peut exprimer l’antériorité par rapport au présent, normalement exprimée par le passé composé, pour insister sur cette antériorité :
  - C’est maintenant que tu arrives? Je t’avais dit de ne pas être en retard! (je t’ai fait cette recommandation assez tôt pour que tu en tiennes compte, normalement).
  - J’aime bien cette ville, on m’en avait pourtant dit beaucoup de mal. (on m’en a toujours dit du mal).
- Cette antériorité peut être accompagnée d'une éventuelle (et implicite) nuance de causalité :
  - Il avait plu toute la nuit : la rivière a débordé.
- Dans la concordance des temps (dont discours rapporté), il remplace le passé composé d’une phrase indépendante qui devient subordonnée à un verbe au passé :
  - L’arbre est tombé. → Les voisins m’ont dit que l’arbre était tombé.
  - Quelqu’un est venu ? → Elle ne savait pas si quelqu’un était venu.

### Emplois modaux
- Hypothétique :
  - Sans sa visite inopportune, j’avais fini mon travail à temps. (= aurais fini)
  - Si j'avais su, je serais resté chez moi.
- Hypocoristique :
  - Il avait bien mangé mon toutounet chéri à moi ? (à un chien)
- Ludique ou préludique (mettant en place une situation imaginaire de jeu)[1]. 
  - J'étais le professeur et tu étais l'élève. Tu n’avais pas fait tes devoirs et je te mettais au coin.
- Atténuation -politesse ; il peut parfois remplacer l’imparfait pour certains verbes dont le procès peut être considéré comme achevé :
  - J’étais venue chercher un livre commandé par téléphone mardi dernier.